# Kanton Lorrez-le-Bocage-Préaux
Kanton Lorrez-le-Bocage-Préaux (fr. Canton de Lorrez-le-Bocage-Préaux) byl francouzský kanton v departementu Seine-et-Marne v regionu Île-de-France. Tvořilo ho 16 obcí.

## Obce kantonu
- Blennes
- Chevry-en-Sereine
- Diant
- Égreville
- Flagy
- Lorrez-le-Bocage-Préaux
- Montmachoux
- Noisy-Rudignon
- Paley
- Remauville
- Saint-Ange-le-Viel
- Thoury-Férottes
- Vaux-sur-Lunain
- Villebéon
- Villemaréchal
- Voulx